# Maneki-neko
Maneki-neko (招き猫, lit.  mačka, ki vabi) je pogosta japonska figurica, za katero se verjame, da lastniku prinaša srečo. V sodobnem času so običajno izdelane iz keramike ali plastike. Figurica prikazuje mačko, tradicionalno kaliko japonska kratkorepa mačka, z dvignjeno šapo v vabljivo kretnjo. pa tudi v gospodinjstvih. Figurice so pogosto razstavljene v trgovinah, restavracijah, pačinko salonih, kemičnih čistilnicah, pralnicah, barih, igralnicah, hotelih, nočnih klubih in drugih podjetjih, običajno blizu vhoda, Nekatere maneki-neko so opremljene z mehansko tačko, ki se počasi premika naprej in nazaj.
Maneki-neko so v različnih barvah in slogih ter se razlikujejo po stopnjah podrobnosti. Običajne barve so bela, črna, rdeča in zlata. Poleg kipov lahko maneki-neko najdemo v obliki obeskov za ključe, hranilnikov, osvežilcev zraka, lončkov in številnih drugih medijev. Maneki-neko se včasih imenujejo preprosto mačke za srečo ali mačke, ki vabijo.

## Skupne značilnosti
Maneki-neko so tradicionalno upodobljene sedeče, držijo kovanec koban, z eno šapo, dvignjeno v vabljivo kretnjo. Nekaterim Zahodnjakom (Italijani, Španci in Grki so pomembne izjeme) se morda zdi, kot da maneki-neko maha in ne vabi. To je posledica razlike v kretnjah in govorici telesa, ki jo priznavajo nekateri Zahodnjaki in Japonci. Japonska vabljiva gesta je narejena tako, da dvignejo roko z dlanjo navzdol in večkrat upogibajo prste navzdol in nazaj, kar je mačji videz. Nekatere maneki-neko, izdelane posebej za nekatere zahodne trge, bodo imele mačjo šapo obrnjeno navzgor, v vabljivi gesti, ki je bolj znana večini Zahodnjakov.
Maneki-neko je mogoče najti z dvignjeno desno ali levo taco (in včasih z obema). Pomen dvignjene desne in leve šape se razlikuje glede na čas in kraj. Kip z dvignjeno levo tačko bo pridobil več strank, medtem ko bo z dvignjeno desno tačko dobil več denarja. Zato tudi pravijo, da je tisti z levo šapo za posel, z desno pa za dom.
Maneki-neko na baterijski in sončni pogon sta sodobna ponovitev. Ti viri napajajo preprosto vezje, ki regulira tok, ki teče skozi tuljavo, katere elektromagnetno polje nato "potisne" magnet, nameščen na koncu nihajoče roke.

### Sestava
Starinski primerki maneki-neko so lahko izdelani iz izrezljanega lesa, kamna in kovine, ročno izdelanega porcelana ali litega železa.

### Barve
Prvotno so bile maneki-neko bele, vendar so se z leti s kombinacijo feng šuja rodile različne barvne različice. Prvotna bela barva je za srečo in splošno srečo, črna za odganjanje zla, rdeča za dobro zdravje, rumena ali zlata za bogastvo in roza za romantiko.

## Zgodovina
Splošno prepričanje je, da maneki-neko izvira iz Tokia (takrat imenovanega Edo) ali včasih iz Kjota. Pogosta teorija je, da maneki-neko kot figurice izvirajo iz posode Imado, ki so jo prodajali v Asakusi v obdobju Edo (1603–1868). V obdobju Tenšō (1573–1592) obdobja Azuči-Momojama (1573–1592) so v Imadu v Asakusi odkrili glino, primerno za lončarstvo, in lokalni ljudje so začeli izdelovati posodo Imado. V obdobju Edo so se lončarji iz province Mikava preselili v Imado v Asakusi in nadalje razvili posodo Imado, v obdobju Genroku (1688–1704) pa so izdelovali lutke Imado, kar naj bi povzročilo maneki-neko. Najzgodnejši znani zapis o maneki-neko kot figuricah je marushime-neko, različica maneki-neko, narejena iz imado posode v poznem obdobju Edo.
Eden najzgodnejših zapisov o maneki-neku se pojavlja v zapisu Bukō nenpjō (kronologija Eda) iz leta 1852. Utagava Hirošigejev Ukijo-e Joruri-mači Hanka no zu, naslikan prav tako leta 1852, prikazuje marušime-neko, različica maneki-neko, ki se prodaja v templju Senso-dži v Tokiu. Leta 1876, v obdobju Meidži, je bil omenjen v časopisnem članku in obstajajo dokazi, da so v tem času v svetišču v Ōsaki razdeljevali maneki-neko, oblečene v kimono. Oglas iz leta 1902 kaže, da so bile na prelomu stoletja priljubljene.
Na Japonskem obstajajo različne legende o izvoru maneki-neko. Več budističnih templjev in šintoističnih svetišč, ki se pojavljajo v legendi, kot so Gōtoku-dži, Džišōin in svetišče Imado, so znani kot rojstni kraji maneki-neko.
Najbolj znana legenda se nanaša na Ii Naotako v obdobju Kan'ei (1622–1624) v obdobju Edo. Ko so se vračali iz lova s sokoli, se je Naotakina družba ustavila v templju Gōtoku-dži, da bi si odpočila, potem ko jih je pri tempeljskih vratih povabila mačka. Kmalu je sledila močna nevihta in čudili so se mačji sreči ter se zahvaljevali tempeljskemu duhovniku za njegovo gostoljubje. Posledično je Gōtoku-dži postal družinski tempelj klana Ii in tempelj je uspeval pod njihovim pokroviteljstvom. V čast mački, ki je templju prinesla blaginjo, so poznejše generacije ustvarile maneki-neko.
Drugo ljudsko izročilo se nanaša na Ōta Dōkana, vojskovodjo iz obdobja Muromači (1336–1573), ki je pozneje postal prvi, ki je zgradil grad Edo. Med bitkama pri Ekodahari in Numabukuro proti klanu Tošima je bil Dōkan številčno premočan in je izgubil pot. Takrat se je pojavila mačka in ga povabila, naj vstopi v tempelj Džišōin, kjer je kasneje lahko obrnil tok in zmagal v vojni. Dōkan je bil mački tako hvaležen, da je templju podaril mačjo skulpturo, maneki-neko pa je nastala v poznejših generacijah.
Tretja legenda se nanaša na staro žensko, ki je živela blizu svetišča Imado. Svojo mačko je zapustila zaradi revščine. Nekega dne je mačka prišla k njej v sanjah in ji rekla, da bo blagoslovljena z veliko sreče, če naredi okras iz mačke. Starka je naredila mačji okras iz posode Imado, lokalne specialitete, in jo prodala v svetišču Asakusa, kjer je postala zelo priljubljena in jo obogatela, in nastala je maneki-neko.
Četrta legenda se nanaša na oiran (kurtizana) z imenom Usugumo v Jošivara v obdobju Genroku v obdobju Edo. Usugumo je bila oiranka, ki je delala v Miurjyi in je s seboj vedno nosila mačko. Ljudje so govorili, da je bila Usugumo ženska, ki jo je začarala demonska mačka, in lastnik Miuraje, ki je verjel govoricam, je mački odsekal glavo in jo ubil. Mačja odrezana glava je ugriznila velikansko kačo, ki se je skrivala na stranišču, in Usugumu rešila življenje. Redna stranka je Usugumu, ki je žaloval zaradi mačje smrti, dala leseno rezbarijo v obliki mačke, ki so jo posnemali in prodajali v Asakusi, kar je povzročilo maneki-neko.
Po ljudski pripovedki je upravljavec obubožane trgovine (ali gostilne, krčme, templja itd.) sprejel sestradano potepuško mačko, čeprav je imel komaj dovolj hrane. V zahvalo je mačka sedela pred trgovino in vabila kupce ter tako dobrodelnemu lastniku prinesla blaginjo kot nagrado. Od nekdaj je bila mačka, ki vabi simbol sreče za lastnike malih podjetij.

## Prepričanja
Vraževerja o maneki-neko vključujejo to, da lahko »vabi ... kupce v trgovine« in »prinaša srečo in blaginjo v gospodinjstva«, in da je utelešenje »plodnih mačjih energij, ki spodbujajo življenje«.

## V popularni kulturi
Zaradi priljubljenosti v kitajskih skupnostih (vključno s kitajskimi četrtmi v Združenih državah) se maneki-neko pogosto zamenjuje s kitajskim poreklom in ne z japonskim, zato jo včasih imenujejo »kitajska srečna mačka« ali džīnmāo ('zlata mačka'). Ta mačka je razširjena tudi na Kitajskem in se običajno imenuje poenostavljeno kitajsko: 招财猫; tradicionalno kitajsko: 招財貓; pinjin: zhāocáimāo; Jyutping: ziu1 coi4 maau1
Maskota mesta Hikone, Hikonjan, znana maskota na Japonskem, je bila ustvarjena na podlagi ljudskega izročila Ii Naotake in maneki-neko templja Gōtoku-dži. Mesto Hikone je dom gradu Hikone, nacionalnega zaklada, ki je bil generacijam oporišče klana Ii.
Na splošnih volitvah v Trinidadu in Tobagu leta 2015, na katerih je zmagalo takratno opozicijsko Ljudsko nacionalno gibanje (PNM), je slednje le nekaj dni pred dnevom volitev v oglaševalski kampanji uporabil maneki-neko, na katerem je ta mahala v slovo takratnemu premierju Kamla Persad-Bissessar poleg naslovov škandalov, povezanih z njeno administracijo Ljudskega partnerstva, vzetih z naslovnice lokalnih časopisov.